# Ryszard Juszkiewicz
Ryszard Juszkiewicz (ur. 1 stycznia 1928 w Janowie, zm. 15 lutego 2019 w Mławie) – polski prawnik, historyk, badacz dziejów ziemi mławskiej, senator I i II kadencji, honorowy obywatel Mławy.

## Życiorys
Od 1941 mieszkał w Mławie. W 1949 ukończył Państwowe Gimnazjum i Liceum Ogólnokształcące im. Stanisława Wyspiańskiego w tym mieście, w 1952 studia prawnicze I stopnia na Uniwersytecie Warszawskim, a w 1959 studia prawnicze II stopnia. W tym samym roku ukończył także studia na Wydziale Historycznym UW. Na podstawie rozprawy Mławskie Mazowsze w latach 1939–1945, napisanej pod kierunkiem profesora Stanisława Herbsta, uzyskał stopień naukowy doktora nauk humanistycznych. Pracę habilitacyjną zatytułowaną Wrzesień 1939 na Mazowszu Północnym obronił w 1992 na Uniwersytecie Marii Curie-Skłodowskiej w Lublinie.
Od 1952 do 1987 pracował w sądownictwie w Mławie i Żurominie. W latach 1980–1982 był doradcą „Solidarności”. W latach 1989–1993 sprawował mandat senatora I i II kadencji z ramienia Komitetu Obywatelskiego, reprezentując województwo ciechanowskie. Przez cztery lata pełnił funkcję dyrektora Głównej Komisji Badania Zbrodni przeciwko Narodowi Polskiemu.
Był prorektorem Państwowej Wyższej Szkoły Zawodowej w Ciechanowie (z zamiejscowym wydziałem w Mławie), współorganizatorem i inicjatorem powstania Instytutu Filologiczno-Historycznego w Mławie (do 2005 pełnił funkcję dyrektora instytutu), współtwórcą Stacji Naukowej im. prof. Stanisława Herbsta i Muzeum Ziemi Zakrzeńskiej, wieloletnim prezesem i prezesem honorowym Towarzystwa Przyjaciół Ziemi Mławskiej. Zajmował stanowisko profesora na Uniwersytecie Warmińsko-Mazurskim w Olsztynie. Opublikował blisko 30 książek i około 400 artykułów, recenzji oraz biogramów o treści historycznej.
Był również właścicielem Muzeum Juszkiewiczów, członkiem licznych organizacji naukowych (m.in. Mazowieckiego Towarzystwa Naukowego, Towarzystwa Naukowego Płockiego, Towarzystwa Naukowego im. Wojciecha Kętrzyńskiego w Olsztynie, Instytutu Historycznego im. gen. Władysława Sikorskiego w Londynie), członkiem rady naukowej Muzeum Niepodległości w Warszawie i redakcji periodyku „Pamięć i Niepodległość”, członkiem rady naukowej Archiwum Państwowego w Warszawie i redaktorem rocznika „Ziemia Zawkrzeńska”.
Zmarł 15 lutego 2019 w mławskim szpitalu. Pochowany na cmentarzu parafialnym w Mławie.

## Publikacje
- Mławskie Mazowsze w walce, Warszawa 1968
- Bitwa pod Mławą, Warszawa (trzy wydania) 1979, 1987, 1999
- Gmina Szczepkowo Borowe (Janowiec Kościelny) w latach 1939–1945, Olsztyn 1980
- Kronika Mławskiego Mazowsza, Mława 1983
- Zbrodnie Wermachtu na jeńcach wojennych ludności cywilnej w 1939 r., Mława 1984
- Wrzesień 1939 na Mazowszu Północnym, Warszawa 1987
- Dowódcy polskiego Września (współautor), Ciechanów 1989
- Księga poległych i zamordowanych wychowawców wychowanków Gimnazjum i Liceum im. St. Wyspiańskiego w Mławie w okresie I i II wojny światowej, Mława 1992
- Powstanie Styczniowe na północnym Mazowszu, Warszawa 1992
- Walki o przedmościa Różan-Pułtusk-Płock 1939 r., Warszawa 1992
- Czas cierpień, walki i bohaterstwa. Powiat przasnyski w latach 1939–1945, Przasnysz 1993
- Losy Żydów mławskich w okresie II-ej wojny światowej, Mława 1994
- Wzywam Was do apelu... (Straty korpusu oficerskiego Armii „Modlin” w czasie II wojny światowej), Warszawa 1995
- Rok 1920 na Ziemi Mławskiej, Warszawa 1995
- Działania militarne na Mazowszu Północnym i w korytarzu pomorskim 1920 r., Warszawa 1997
- Źródła historyczne do dziejów Ziemi Mławskiej 1065–1956 (współautor), Mława-Ciechanów 1998
- 11 Pułk Ułanów Legionowych im. Marszałka Śmigłego Rydza, Ciechanów 1998
- Ks. kan. Ignacy Krajewski, Ciechanów 1998
- Obrona Pułtuska i 13 pułk piechoty w wojnie 1939 roku, Ciechanów 1999
- Ziemia Mławska w latach 1945–1953. Walka o wolność i suwerenność, Mława 2002
- Mława – jej dzieje (lata 1914–1939). Monografia, Mława 2004
- Po wielu latach... W 65 rocznicę Września, Mława 2004

## Odznaczenia i wyróżnienia
- Krzyż Komandorski Orderu Odrodzenia Polski (2009)[8]
- Krzyż Kawalerski Orderu Odrodzenia Polski (1989)
- Krzyż Armii Krajowej[2]
- Złoty Krzyż Zasługi (1960)
- Odznaka 1000-lecia Państwa Polskiego (1966)
- Odznaka „Za zasługi dla województwa warszawskiego” (1970)
- Medal „Zasłużony dla Głównej Komisji Badania Zbrodni Hitlerowskich w Polsce” (1984)
- Odznaki honorowe 78, 79 pułków piechoty, 20 pułku Artylerii Lekkiej, 4 pułku Strzelców Konnych, 7, 11, 25, 26 i 27 pułku ułanów oraz 1 pułku szwoleżerów (1991)
- Odznaka Żołnierzy Batalionów Chłopskich (1990)
- Odznaka „Zasłużony dla miasta Mławy” (nr 1, 1998)[2]
- Medal Zygmunta Glogera (1998)
- Tytuł „Mławianina Roku 2000” (2001)[5][6]
- Nagroda Marszałka Województwa Mazowieckiego (2004)
- Statuetka Przasnyskiego Koryfeusza (2004)
- Medal „Zasłużony dla Wymiaru Sprawiedliwości – Bene Merentibus Iustitiae” (2014)[9]
- Tytuł honorowego obywatela Mławy (2018)[5].